# Biełousowka (obwód omski)
Biełousowka (ros. Белоусовка) – wieś (dieriewnia) w Rosji, w obwodzie omskim, w rejonie pawłogradzkim. W 2021 liczyła 249 mieszkańców.